# Andrés Pacheco
Andrés Pacheco (Puebla de Montalbán, 5 d'abril de 1550 - Madrid, 7 d'abril de 1626) va ser un religiós espanyol, bisbe de Segòvia (1588-1601) i de Conca (1601-1622), inquisidor general (1621-1626).
D'origen noble, fill d'Alonso Téllez Girón i Juana de Cárdenas. Va estudiar a la Universitat d'Alcalá de Henares, on va rebre el grau de doctor. Ordenat pel bisbe Rodrigo de la Calzada, poc després va esdevenir mestre de l'arxiduc Albert d'Àustria.
El 1587, Felip II de Castella el presentar al càrrec de bisbe de Pamplona, però abans que arribessin les butlles papals el presentà pel bisbat de Segòvia el 1588, prengué possessió del càrrec en nom d'ell un provisor el 27 de febrer d'aquell any, mentre Pacheco era consagrat a la cort de Madrid. El 3 d'abril entrava a la diòcesi, on va fundar diversos convents i un hospital.
El 29 de gener de 1601 va ser promogut a bisbe de Conca, prenent possessió del càrrec a finals d'any, el 9 de desembre. En els anys següents, li van ser oferits diversos càrrecs com els d'arquebisbe de Sevilla o de Santiago, però els va refusar.
Fou nomenat per Felip IV de Castella a inicis del seu regnat, el 1621 per al càrrec d'inquisidor general. Confirmat pel papa el 12 de febrer de 1622. Pacheco succeí al recentment cessat Luis de Aliaga en el marc d'un procés general de reforma i correcció dels abusos comesos per la cúpula inquisitorial, deguda la falta de transparència de la institució i els excessos d'algunes famílies concretes que acumulaven càrrecs burocràtic i els transmetien en herència. Durant el seu mandat publicà un nou edicte, el 9 de maig de 1623, en contra de la secta dels alumbrados.
El 1622 va ser nomenat conseller d'Estat, i poc després va rebre el títol de patriarca de les Índies Occidentals.
Pacheco va morir el 7 d'abril de 1626 a les sis del matí. Va deixar com testamentaris a Garcia Gil de Manrique y Maldonado, que després seria bisbe de Barcelona, i al seu nebot Pedro Pacheco.